# 施瓦岑贝克
施瓦岑贝克（德語：Schwarzenbek，發音：[ˈʃvaʁtsn̩beːk] ⓘ）是德国石勒苏益格-荷尔斯泰因州劳恩堡公国县的城市，面积11.55平方千米，2023年12月31日人口为17,370人。